# North Harbour (St. Mary's Bay)
De North Harbour is een zeearm in de Canadese provincie Newfoundland en Labrador. Het is een 11 km lange zijarm van de St. Mary's Bay in het uiterste zuidoosten van het eiland Newfoundland.

## Geografie

### Algemeen
De North Harbour is een zijarm van de St. Mary's Bay, een baai aan de zuidkust van het grote Newfoundlandse schiereiland Avalon. Net als de andere zijarmen van die baai, snijdt ook de North Harbour in noordelijke richting het binnenland in. Enkel het noordelijkste gedeelte van de zeearm gaat eerder richting het noordoosten.
De 11 km lange zeearm is op haar breedst daar waar ze in het zuiden uitgeeft in de open wateren van de St. Mary's Bay. Ze bereikt daar een breedte van 1,8 km. Het grootste deel van de North Harbour is echter slechts zo'n halve kilometer breed (en het noordelijkste deel is over een afstand van een kilometer zelfs maar een honderdtal meter breed).
De North Harbour heeft geen ondieptes, rotsen of andere navigatiegevaren voor de scheepvaart, maar is desondanks verre van ideaal aangezien ze vanwege haar noord- à noordoostelijke richting volledig onbeschermd is tegen de in de streek heersende zuidwestenwind.

### Plaatsen
Er liggen twee kleine nederzettingen aan de oevers van de zee-inham, namelijk twee lang uitgesponnen lintdorpen aan iedere zijde van het water. Aan de westelijke oever ligt het gelijknamige plaatsje North Harbour en aan de oostzuidoostelijke oever ligt het plaatsje North Harbour South.
Het eerstgenoemde van de twee ligt langs provinciale route 92, die de westoever volgt. Het andere ligt aan een doodlopende aftakking van die weg.

### Waterlopen
De North Harbour River, die uitmondt in het noordelijkste punt van de North Harbour, is de voornaamste rivier die eindigt in de zeearm. Aan de westzijde monden nog verscheidene andere kleine riviertjes in de North Harbour uit. Het betreft van zuid naar noord de Lower River, Corner River, Flinn River en Harrigans Brook.